# Nora Atalla
Ne doit pas être confondu avec Nora Attal.
Nora Atalla, née au Caire en Égypte le 21 mars 1957, est une écrivaine et poète québécoise d'origine gréco-libanaise et franco-géorgienne.

## Biographie
Née le 21 mars 1957, au Caire,, Nora Atalla est l'arrière-petite-nièce du Dr Joseph-Charles Mardrus, traducteur des contes des Mille et une nuits de l'arabe en français, et de l'écrivaine et poète Lucie Delarue-Mardrus, de Honfleur. Les parents de Nora Atalla se sont exilés au Québec à la fin des années 1960,, et elle grandit et fait ses études à Montréal. Ses fréquents voyages à l'étranger l'ont amené à visiter le Honduras, le Congo, Kingsey Falls, puis Québec, où elle demeure.

### Écriture et influences
Zola, Balzac, Verlaine, Rimbaud, tout comme Khalil Gibran, et Le Grand Meaulnes d'Alain-Fournier, Le Petit Prince d'Antoine de Saint-Exupéry et les Mille et une nuits, traduits par son arrière-grand-oncle Joseph-Charles Mardrus ont influencé sa pensée et son écriture.
Lauréate et finaliste au Québec et à l’étranger de prix, bourses, distinctions et résidences, elle participe à des festivals internationaux de poésie, des projets littéraires et salons du livre et se produit régulièrement sur scène dans des récitals poétiques et musicaux. Ses textes ont été publiés dans plus d’une cinquantaine d'anthologies et bon nombre ont été traduits en diverses langues,.
Pour l'écrivaine, « l’écriture est l’oxygène qui alimente l’esprit, et la réalisation onirique de l’impossible ». Elle est persuadée que « La poésie est [...] une quête identitaire et la mémoire de l’homme mise à nu ». Ses textes traitent, entre autres, de la condition humaine et du voyage,.

### Engagements et activités littéraires
En 2009, elle est porte-parole du Québec à la Nouvelle Bibliothèque d’Alexandrie, en Égypte.
Elle a fondé en 2009 la Nuit de la poésie de Québec, qu’elle anime chaque année depuis sa création. Elle lance également le projet « Les livres voyageurs », qui consiste à transporter des livres dans ses valises lors de ses voyages afin de les faire rayonner hors du Québec.
Nora Atalla est membre de plusieurs jury et comités consultatifs, notamment du Conseil des Arts du Canada (CAC), dont le Comité d’évaluation du prix du Gouverneur général 2019 (composante poésie), du Conseil des arts et des lettres du Québec, pour le concours Les voix de la poésie et pour le Prix de la poésie Jean-Noël Pontbriand 2022 (Ville de Québec et du Salon international du livre de Québec). Elle anime des ateliers de poésie et d'écriture auprès des jeunes et des adultes et fait du mentorat  auprès de la relève.
Plusieurs fois, elle est poète en résidence, notamment au Mexique et à Paris, respectivement en 2019 et en 2022.
Membre du Centre québécois du PEN international depuis 2009, elle siège sur le conseil d’administration de l’organisme depuis 2014, et en est la vice-présidente depuis 2019. Elle est également membre de l'Union des écrivaines et des écrivains québécois (UNEQ) et a été déléguée des régions de Québec et de Chaudière-Appalaches de 2009 à 2016,.

## Réception critique
La poésie de Nora Atalla, qui s’intéresse notamment à la thématique de la liberté, a été qualifiée par le critique Hugues Corriveau de « poésie de la dénonciation ». Le critique estime que dans son recueil « Les ouragans intérieurs » paru en 2014 aux Écrits des Forges, la poète propose une « parole attentive aux malheurs du monde ».

## Œuvres

### Poésie
- Divagations bohémiennes, Barry (Belgique), Éditions Chloé des Lys, 2008, 162p. (ISBN 978-2-87459-323-9)
- Les Raidillons de la mémoire, Québec, Éditions du Sablier, 2009, 126 p. (ISBN 978-2-98082-607-8)
- Lumière noire, Québec, Cornac, 2010, 89 p. (ISBN 978-2-89529-156-5)
- La Gestation de la peur, Trois-Rivières, Les Écrits des Forges, 2011 (ISBN 978-2-89645-199-9)
- Hommes de sable, Trois-Rivières, Les Écrits des Forges, 2013, 95 p. (ISBN 978-2-89645-237-8)
- Les Ouragans intérieurs, Trois-Rivières, Les Écrits des Forges, 2014, 96 p. (ISBN 978-2-89645-275-0)
- Bagnards sans visage, Trois-Rivières, Les Écrits des Forges, 2018, 87 p. (ISBN 9782896453542 et 2896453547)
- Morts, debout!, Trois-Rivières, Les Écrits des Forges, 2020, 80 p. (ISBN 9782896453856)
- La révolte des pierres, Trois-Rivières, Écrits des Forges, 2022, 80 p. (ISBN 978-2-89645-421-1)

### Romans, contes et nouvelles
- Traverses, 1re partie, contes et nouvelles (2e partie : Alix Renaud), Québec, Les Éditions GID, 2010, 166 p.  (ISBN 978-2-89634-077-4)
- Une escale à Kingsey Falls, Québec, Les Éditions GID, 2008, 115 p. (ISBN 978-2-89634-034-7)
- La Couleur du sang, roman sur la République démocratique du Congo, Québec, Les Éditions GID, Québec, 2007, 404 p.  (ISBN 978-2-89634-009-5)

### Ouvrages collectifs
- Mosaïque québécoise Femmes des Forges, Trois-Rivières, Écrits des Forges, 2022, 80 p. (ISBN 978-2-89645-421-1), avec Claudine Bertrand.

## Prix et honneurs
- 2006 : lauréate du 1er prix de la Francophonie, Regards (Nevers, France) pour Hologrammes
- 2006 : lauréate du Grand Prix de l’Union des Poètes francophone (Bruxelles, Belgique) pour La mémoire du cœur[5]
- 2007: lauréate du 3e prix pour Enfants universels, Poésie Terpsichore (Lille, France)
- 2007: lauréate du 3e prix pour Présence (poésie), Europoésie (Paris, France)
- 2007: lauréate du 2e prix de la Francophonie pour l’ensemble des œuvres présentées (poésie), Europoésie (Paris, France)
- 2007 : lauréate du 1er prix du Rêve, Regards (Nevers, France) pour Brèche
- 2007: lauréate du 1er prix du Libraire, Regards (Nevers, France) pour La traversée fantastique
- 2008: lauréate du 2e prix de la Francophonie, de Regards (Nevers, France) pour Pole pole
- 2008 : lauréate du 2e prix de la Francophonie, Jeux floraux du Béarn (France) pour Les pierres de Québec
- 2008 : lauréate du Prix Apollon d'Or de Poésie vivante (Puyméras, France) pour Joyeux Anniversaire ![5]
- 2008 - 2009 : finaliste pour Prix littéraires de Radio-Canada pour À l’angle de la peur[5]
- 2008 : en nomination pour le Prix des cinq continents de la Francophonie pour Une escale à Kingsey Falls
- 2011 : lauréate du Grand Prix international de poésie de Roumanie 2011, Académie inter. Orient-Occident de Bucarest, pour Lumière noire[11]
- 2014 : finaliste pour le Prix Alain-Grandbois de l’Académie des lettres du Québec, pour Hommes de sable[18],[8]
- 2019 : Poète en résidence, Casa Pilar, Chapala et Guadalajara, Mexique[8]
- 2020 : lauréate de la Bourse d’écriture, composante Recherche et création, programme Explorer et créer, 2020
- 2021 : finaliste pour le Prix francophone international du Festival de poésie de Montréal, pour Morts, debout![19],[8]
- 2022 : lauréate du Prix international de Poésie Annette-Mbaye-d'Erneville[20],[21],[22]
- 2022 : lauréate du Prix du Festival international de littérature de Dakar (Sénégal) pour La révolte des pierres[23]
- 2022 : Poète en résidence, Cité internationale universitaire de Paris[8]
- 2022 : Poète en résidence, Conseil des arts et des lettres du Québec, Centre des Récollets, Paris